# Melanchra bicolor
Melanchra bicolor är en fjärilsart som beskrevs av Van Wissenlingh 1963. Melanchra bicolor ingår i släktet Melanchra och familjen nattflyn. Inga underarter finns listade i Catalogue of Life.